# 어거스트 러쉬
《어거스트 러쉬》(영어: August Rush)는 2007년에 개봉한 커스틴 쉐리단 감독, 프레디 하이모어(어거스트 역), 조너선 리스 마이어스(루이스 역), 케리 러셀(라일라 역) 주연의 영화이다. 출생과 동시에 부모와 생이별한 음악 신동이 음악을 통해 부모를 찾아가는 과정을 그리고 있다. 또한 대한민국의 힙합가수 타블로와 배우 구혜선이 카메오로 출연해 화제가 되었다.

## 줄거리
1995년, 라일라 노바첵은 줄리아드 스쿨에서 공부하는 첼리스트이다. 루이스 코넬리는 아일랜드 록 밴드의 리드 싱어이다. 그들은 만나서 원나이트 스탠드를 가졌지만 연락을 유지할 수 없었다. 라일라는 자신이 임신했다는 것을 알게 된다. 지나치게 간섭하는 아버지와 다툰 후, 그녀는 차에 치여 조산하게 된다. 라일라가 의식을 잃은 사이, 그녀의 아버지는 몰래 아기를 입양 보내고 라일라에게 아들이 죽었다고 말한다.
11년 후, 에반 테일러라는 이름의 아기는 소년들의 보육원에 살고 있으며, 리처드 제프리스라는 사회복지사에게 배정된다. 에반은 음악 천재이며 사반트와 같은 능력과 절대 음감을 보인다. 부모님이 자신을 찾을 것이라고 확신한 그는 가족에게로 이끌어줄 것이라는 희망을 품고 "음악을 따라" 뉴욕으로 도망친다.
그는 워싱턴 스퀘어 공원에서 버스킹을 하는 아서라는 소년을 발견하고 그를 따라 버려진 극장에 있는 집으로 간다. 그곳에서 에반은 노숙자, 고아, 가출 청소년들에게 거리 공연 예술가가 되는 방법을 가르치는 떠돌이 음악가인 "위자드" 월러스를 소개받는다. 위자드는 에반에게 워싱턴 스퀘어 공원에 자리를 내주고, "어거스트 러시"라는 예명을 지어주며 그를 클럽에 소개하려고 한다. 제프리스가 가출한 에반을 위해 붙인 포스터를 본 위자드는 에반을 자신의 이익을 위해 붙잡아 두려는 희망으로 포스터를 파괴한다.
루이스는 현재 샌프란시스코에서 탤런트 에이전트로 살고 있으며, 라일라는 시카고에서 음악 교사로 일하고 있다. 루이스는 형제들과 다시 연락을 취하고 라일라를 찾으려고 결심한다. 라일라는 아버지의 임종 자리에 불려가, 아버지가 아들이 살아있다고 고백한다. 그녀는 아버지를 운명에 맡기고 즉시 아들을 찾아 나선다.
시카고에 있는 라일라의 아파트에 도착한 루이스는 이웃 중 한 명과 이야기하는데, 그녀는 라일라가 신혼여행 중이라고 잘못 말한다. 절망한 그는 뉴욕에 도착하여 밴드를 다시 모은다. 제프리스가 길에서 위자드와 아서를 만나 의심을 품게 되자, 경찰은 위자드와 그의 아이들이 살고 있는 버려진 극장을 급습한다. 에반(이제 "어거스트")은 교회에 피신하여 호프라는 어린 소녀와 친구가 된다. 호프는 에반에게 피아노와 악보를 소개한다. 호프는 어거스트와 그의 능력을 교구 목사에게 알리고, 목사는 어거스트를 줄리아드 학교로 데려간다. 그곳에서 어거스트는 교수진에게 깊은 인상을 남긴다. 어거스트의 메모와 숙제에서 랩소디가 형성된다.
뉴욕에서 라일라는 제프리스의 사무실로 가고, 제프리스는 어거스트가 그녀의 아들이라고 확인한다. 그를 찾는 동안, 그녀는 다시 첼로를 연주하기 시작하고 센트럴 파크에서 열리는 일련의 콘서트에서 뉴욕 필하모닉과 함께 연주할 제안을 수락한다. 어거스트는 같은 콘서트에서 연주하도록 선정된다. 그러나 위자드는 리허설을 방해하고, 자신이 아버지라고 주장하며 어거스트를 학교에서 데리고 나간다.
콘서트 당일, 어거스트는 워싱턴 스퀘어에 있는 자신의 자리로 돌아가고, 위자드는 그를 전국으로 몰래 데려가 공연시킬 계획을 세운다. 어거스트는 루이스를 만나고, 그들의 혈연 관계를 알지 못한 채 즉흥 기타 듀엣을 한다. 그날 저녁, 아서의 도움으로 어거스트는 지하철을 통해 위자드로부터 탈출하여 콘서트로 향한다. 루이스는 재결합한 밴드와의 공연 후, 배너에 라일라의 이름을 보고 역시 공원으로 향한다. 제프리스는 "어거스트 러시"라는 전단지에 사진이 있는 것을 발견하고 콘서트장으로 간다.
어거스트는 랩소디를 지휘하기 위해 제시간에 도착하고, 이는 라일라와 루이스를 관객석으로 이끌어 그들이 재회한다. 어거스트는 랩소디를 마치고, 부모를 발견하기 위해 돌아서면서 자신이 줄곧 옳았다는 것을 알고 미소 짓는다.

## 출연

### 주연
- 프레디 하이모어 - 어거스트 러쉬 / 에반 테일러 역
- 조너선 리스 마이어스 - 루이스 코넬리 역
- 케리 러셀 - 라일라 노바첵 역
- 로빈 윌리엄스 - 맥스웰 '위저드' 월레스 역

### 조연
- 테렌스 하워드 - 리처드 제프리스 역
- 윌리엄 새들러 - 토마스 노바첵 역
- 마리안 셀즈 - 줄리어드 음대 학장 역
- 미켈티 윌리엄슨 - 제임스 목사 역
- 리온 G. 토마스 3세 - 아더 역
- 아론 스테이턴 - 닉 역
- 알렉스 오로린 - 마샬 역
- 제미아 시몬 내쉬 - 호프 역
- 로널드 굿맨 - 줄리어드 음대 교수 역
- 보니 맥키 - 리지 역
- 마이클 드레이어 - 매닉스 역
- 제이미 오키프 - 스티브 역
- 베키 뉴튼 - 제니퍼 역
- 테일러 맥거킨 - 피터 역
- 메간 갤러거 - 메간 역
- 티미 미첨 - 조이 역
- 헨리 카플랜 - 빌 역
- 존 녹스 - 클럽 매니저 역
- 션 하벌 - 프랭크 역
- 자말 조셉 - 운전수 역
- 로버트 애버딘 - 음반 관계자 역
- 그레이그 존슨 - 고아 소년 역
- 도미닉 콜론 - 경찰관 역
- 조이스 워커 조세프 - 성가대 역
- 데어드레 로렌즈 - 메간의 엄마 역
- 빈센트 제임스 루소 - C.B.G.B의 락커 역
- 스트림 - 뉴욕 유랑민 역
- 타블로
- 구혜선

## 한국판 성우진(KBS)
- 정미숙 - 어거스트 러시(프레디 하이모어)
- 배한성 - 위저드(로빈 윌리엄스)
- 구자형 - 루이스(조나단 리스 마이어스)
- 은정 - 라일라(케리 러셀)
- 소연 - 아서(리언 토마스 3세)
- 김정희 - 음악학원 원장(마리안 셀즈)
- 이호인 - 토마스(윌리엄 새들러) / 음악학원 선생님(로널드 구트먼)
- 오인성 - 닉(에런 스테이턴)
- 전인배 - 운전 기사(자말 조셉)
- 김영진 - 리처드(테렌스 하워드)
- 김승태 - 목사(미켈티 윌리엄슨)
- 변영희 - 마샬(앨릭스 오로린)
- 이미향 - 제니퍼(베키 뉴턴)
- 최하나 - 라일라 친구(보니 매키)
- 박지윤 - 여자아이(메건 갈라퍼)